# Doreen Nowotne
Doreen Nowotne (* 29. Dezember 1972 in Räckelwitz) ist eine deutsche Unternehmensberaterin und Aufsichtsratsvorsitzende von Brenntag und Franz Haniel & Cie. Sie ist eine von nur drei Frauen, die bei einem DAX-Konzern den Aufsichtsrat führen. In den Jahren 2019 und 2020 war sie eine der 100 einflussreichsten Frauen der deutschen Wirtschaft.

## Leben und Karriere
Nowotne studierte Betriebswirtschaftslehre an der Hochschule für Technik und Wirtschaft in Dresden und erwarb dort 1996 den Abschluss "Diplom-Kauffrau (FH)". Sie besuchte außerdem die private Wirtschaftshochschule IMD in Lausanne, Schweiz, und absolvierte das "Program for Executive Development" im Jahr 2001.
Ihre berufliche Laufbahn begann 1996 bei der Wirtschaftsprüfungsgesellschaft "Arthur Andersen", wo sie 3 Jahre lang als Unternehmensberaterin tätig war. Danach arbeitete sie als Partnerin der BC Partner Beteiligungsberatung GmbH in Hamburg. Ab 2002 gehörte sie zum deutschen Private-Equity-Team von UBS Capital und war dort bis 2012 als Senior Associate beschäftigt. Von 2013 bis 2014 war sie als Mitglied der Geschäftsleitung und Beraterin der Gesellschafter beim Schweizer Unternehmen VAT Vakuumventile AG. Seit 2015 arbeitet sie als selbstständige Unternehmensberaterin und ist seit 2010 Mitglied des Aufsichtsrats von Brenntag. Sie sitzt außerdem in den Aufsichtsräten von Lufthansa Technik, Jenoptik und Franz Haniel & Cie. Im Mai 2020 wurde Nowotne Aufsichtsratschefin bei Franz Haniel & Cie. und löste damit den ehemaligen Vorstandsvorsitzenden Franz Markus Haniel ab. Sie ist die erste Leiterin des Aufsichtsrates, die nicht aus der Haniel-Familie stammt.
Nowotne ist seit Juni 2020 Vorsitzende des Aufsichtsrates von Brenntag und zugleich auch Vorsitzende des Präsidial- und Nominierungsausschusses.